# バスケットボールパレスチナ代表
バスケットボールパレスチナ代表(バスケットボールパレスチナだいひょう、Palestine men's national basketball team)は、パレスチナバスケットボール連盟によって国際大会に派遣されるバスケットボールのナショナルチームである。

## 歴史
かつてはアフリカ連盟（現FIBAアフリカ）に所属し1964年アフリカ選手権で銅メダルを獲得。FIBAアジア転籍後は2015年アジア選手権で初出場を果たし10位。

## 主な国際大会成績

### 夏季オリンピック
- 出場なし

### ワールドカップ（旧世界選手権）
- 出場なし

### アフリカ選手権
- 1964年 － 3位
- 1970年 － 6位

### アジアカップ（旧アジア選手権）
- 2015年 － 10位